# Piękni ludzie
Piękni ludzie (zapis stylizowany: PIĘKNI LUDZIE) – pierwszy singel polskiego piosenkarza Sobla z jego drugiego albumu studyjnego, zatytułowanego W związku z muzyką. Singel został wydany 23 listopada 2022.
Kompozycja znalazła się na 57. miejscu listy AirPlay – Top, najczęściej odtwarzanych utworów w polskich rozgłośniach radiowych. Nagranie otrzymało w Polsce status platynowego singla, przekraczając liczbę 50 tysięcy sprzedanych kopii.

## Geneza utworu i historia wydania
Utwór napisali i skomponowali Szymon Sobel i Piotr Lewandowski, natomiast za produkcję utworu odpowiadają Patryk Kumór, Dominic Buczkowski-Wojtaszek i Damian Skoczyk.
Singel ukazał się w formacie digital download 23 listopada 2022 w Polsce za pośrednictwem wytwórni płytowej Def Jam Recordings w dystrybucji Universal Music Polska. Piosenka została umieszczona na drugim albumie studyjnym Sobla – W związku z muzyką.

## „Piękni ludzie” w stacjach radiowych
Nagranie było notowane na 57. miejscu w zestawieniu AirPlay – Top, najczęściej odtwarzanych utworów w polskich rozgłośniach radiowych.

## Teledysk
Do utworu powstał teledysk w reżyserii Michała Radziejewskiego, który udostępniono 24 listopada 2022 za pośrednictwem serwisu YouTube.

## Lista utworów
- Digital download[2]

1. „Piękni ludzie” – 3:25

## Notowania

### Pozycje na listach sprzedaży
| Kraj   | Lista (2022–23)          | Najwyższa pozycja |
| ------ | ------------------------ | ----------------- |
| Polska | Billboard Poland Songs   | 8                 |
| Polska | OLiS – single w streamie | 49                |

### Pozycje na listach airplay
| Kraj   | Lista (2022)      | Najwyższa pozycja |
| ------ | ----------------- | ----------------- |
| Polska | AirPlay – Top     | 57                |
| Polska | AirPlay – Nowości | 5                 |

## Certyfikaty
| Kraj          | Certyfikat      | Sprzedaż |
| ------------- | --------------- | -------- |
| Polska (ZPAV) | platynowa płyta | 50 000+  |